# هنري آدامز بيلوز (سياسي)
هنري آدامز بيلوز هو محامي وقاضي وسياسي أمريكي، ولد في 1803، وتوفي في 1873.